# The Cup of Life
The Cup of Life est un film muet américain réalisé par Thomas H. Ince et Raymond B. West, sorti en 1915.

## Fiche technique
- Réalisation : Thomas H. Ince, Raymond B. West
- Scénario : Thomas H. Ince, C. Gardner Sullivan, William H. Clifford
- Production : Thomas H. Ince
- Durée : 50 minutes
- Date de sortie : États-Unis : 26 avril 1915

## Distribution
- Bessie Barriscale : Helen Fiske
- Enid Markey : Ruth Fiske
- Charles Ray : John Ward
- Frank Borzage : Dick Ralston
- Arthur Maude : Jack Jordon
- J. Barney Sherry : James Kellerman
- Louise Glaum : Irene Bullard
- Harry Keenan : John Standing
- Howard C. Hickman : Higsby
- Jerome Storm : Sam Dugan